# Wuhan
Wuhan är en subprovinsiell stad, som är huvudstad i Hubei-provinsen i centrala Kina. Staden hade drygt 11 miljoner invånare 2018 och ligger där Yangtzefloden förenas med sin största biflod Han Shui.
Wuhan bildades 1949 genom sammanslagning av den tidigare fördragshamnstaden Hankou med grannstäderna Hanyang och Wuchang.
Vid årsskiftet 2019/2020 utbröt i staden sjukdomsfall orsakade av ett tidigare okänt coronavirus som senare blev känt som sars-cov-2. Smittspridningen i Wuhan blev början på spridningen av sjukdomen covid-19 i provinsen, därefter i övriga Kina och i utlandet vilket utvecklades till covid-19-pandemin.

## Administrativ indelning
Wuhan delas i tre delar av de Yangtze- och Han Shuifloderna som flyter genom staden. Dessa var ursprungligen tre självständiga städer: Wuchang, Hankou och Hanyang. Av dessa har Wuchang och Hanyang fortsatt att vara självständiga stadsdistrikt, medan Hankou delats upp i distrikten Jiang'an, Jianghan och Qiaokou.
Idag består Wuhan av tretton stadsdistrikt på häradsnivå.
| Karta | Namn                            | Kinesiska                       | Pinyin    | Befolkning (2010 census) | Yta (km²) | Befolknings- täthet (/km²) |
| --- | ------------------------------- | ------------------------------- | --------- | ------------------------ | --------- | -------------------------- |
| 1 2 3 4 5 6 Hongshan Dongxihu Hannan Caidian Jiangxia Huangpi Xinzhou 1. Jiang'an 2. Jianghan 3. Qiaokou 4. Hanyang 5.Wuchang 6. Qingshan |                                 |                                 |           |                          |           |                            |
| Innerstad | Innerstad                       | Innerstad                       | 6 434 373 | 888,42                   | 7 242     |                            |
| Jiang'an-distriktet | 江岸区                          | Jiāng'àn qū                     | 895 635   | 64,24                    | 13 942    |                            |
| Jianghan-distriktet | 江汉区                          | Jiānghàn qū                     | 683 492   | 33,43                    | 20 445    |                            |
| Qiaokou-distriktet | 硚口区                          | Qiáokǒu qū                      | 828 644   | 46,39                    | 17 863    |                            |
| Hanyang-distriktet | 汉阳区                          | Hànyáng qū                      | 792 183   | 108,34                   | 7 312     |                            |
| Wuchang-distriktet | 武昌区                          | Wǔchāng qū                      | 1 199 127 | 87,42                    | 13 717    |                            |
| Qingshan-distriktet | 青山区                          | Qīngshān qū                     | 485 375   | 68,40                    | 7 096     |                            |
| Hongshan-distriktet | 洪山区                          | Hóngshān qū                     | 1 549 917 | 480,20                   | 3 228     |                            |
| Förorter och landsbygdsdistrikt | Förorter och landsbygdsdistrikt | Förorter och landsbygdsdistrikt | 3 346 271 | 7 605,99                 | 440       |                            |
| Dongxihu-distriktet | 东西湖区                        | Dōngxīhú qū                     | 451 880   | 439,19                   | 1 029     |                            |
| Hannan-distriktet | 汉南区                          | Hànnán qū                       | 114 970   | 287,70                   | 400       |                            |
| Caidian-distriktet | 蔡甸区                          | Càidiàn qū                      | 410 888   | 1 108,10                 | 371       |                            |
| Jiangxia-distriktet | 江夏区                          | Jiāngxià qū                     | 644 835   | 2 010v00                 | 321       |                            |
| Huangpi-distriktet | 黄陂区                          | Huángpí qū                      | 874 938   | 2 261,00                 | 387       |                            |
| Xinzhou-distriktet | 新洲区                          | Xīnzhōu qū                      | 848 760   | 1 500,00                 | 566       |                            |
| Vattenyta (水上地区) | Vattenyta (水上地区)            | Vattenyta (水上地区)            | 4 748     | -                        | -         |                            |
| Totalt | Totalt                          | Totalt                          | 9 785 392 | 8 494,41                 | 1 152     |                            |

## Historik
Före Taipingupproret, under vilket dessa städer till största delen förstördes, skall de tillsammans ha haft över 5 miljoner invånare. Folkmängden omkring 1918 uppges till minst 1,4 miljoner. År 1928 var invånarantalet 1.583.900, varav 818.800 i Hankou och 600.000 i Wuchang.

### Tiden somfördragshamn
Wuchang var under Qing-dynastin huvudstad i provinsen Hubei och var belägen, på högra stranden av Yangtze-floden, mitt emot mynningen av floden
Hanjiang. Staden hade ett myntverk samt tillverkning av järn och stål. 1890 upprättade det Svenska missionsförbundet en missionsstation i Wuchang.
Hankou, som öppnades för främlingar 1861 enligt fördraget i Tianjin
1858, var den dominerande platsen för utlandets handel med de västra och centrala provinserna. Staden var ändpunkt för den 1 200 km. långa, av ett belgiskt bolag byggda, järnvägen till Peking. Efter det att övre Yangtze-floden gjorts farbar för ångare, blev Hankou en handelsmetropol, som i betydelse i Kina var underlägsen endast Shanghai. Den hade daglig ångbåtsförbindelse med Shanghai, och mindre ångare gick regelbundet till Yichang.
I början förmedlades 70 procent av importen genom utländska handelshus, men allt eftersom lyckades kinesiska handelsmän överflygla dessa. Förutom te, som var den förnämsta exportartikeln, utfördes från Hankou opium, råsilke, hudar, bomullsgarn och
gurjunbalsam. Införseln utgöres av bomulls- och yllevaror, metallarbeten, petroleum och socker. År 1906 steg exporten till utlandet till 8,5 miljoner och importen från utlandet till
16,6 miljoner. Tehandeln låg mest i ryska händer. Dessa hade stora ångfabriker för beredning av te. Teet fraktades huvudsakligen sjövägen till Odessa, och också landvägen via Tianjin och Sibirien. I staden arbetade också flera missionssällskap, och Storbritannien,
Tyskland, Frankrike och Ryssland hade särskilda områden upplåtna åt sig (utan territoriell jurisdiktion), det första sedan 1861, de senare sedan slutet av 1890-talet. De tre städerna led ofta av svåra översvämningar.
Hanyang var beläget på vänstra stranden av Yangtze, som skiljde det från Wuchang, och vid mynningen av Hanjiang, som skilde det från Hankou. Staden var länge säte för en metodistisk mission, och i staden fanns också järnverk och en vapenfabrik.

### Den republikanska eran
10 oktober 1911 utbröt en resning mot Qing-dynastin i Wuchang, vilket blev startskottet för Xinhairevolutionen. De upproriska besatte arsenalen i Hanyang och massakrerade den fåtaliga garnisonen med manchuiska trupper. Rörelsen spred sig hastigt till de större städerna i provinserna Hunan och Hubei, och i sin nöd återkallade regeringen den 14 oktober Yuan Shikai till Peking och gjorde honom till arméns högste befälhavare. Året därpå abidikerade kejsaren till förmån för den nygrundade Republiken Kina.

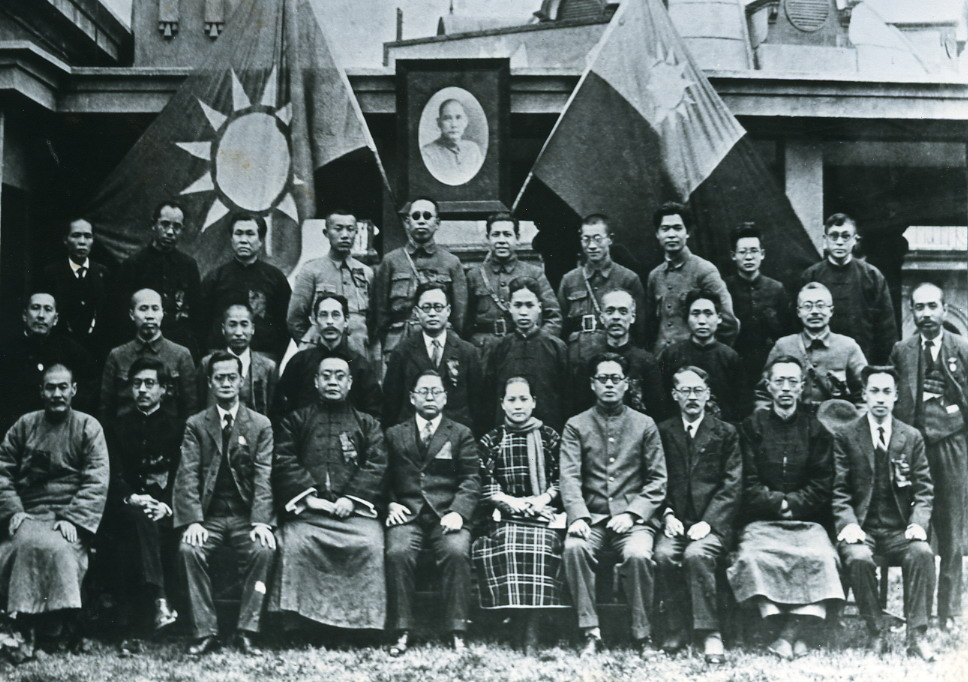
Kuomintangs andra centralkommittés tredje plenarsession i Wuhan i mars 1927. På främsta raden syns Soong Ching-ling, T.V. Soong, Eugene Chen och Sun Fo. Den tredje från höger på andra raden är Mao Zedong.

När Kuomintang tillfälligt splittrades under Nordfälttåget 1926-1927 var Wuhan huvudstad för vänsterflygelns nationella regering, som bland annat leddes av Wang Jingwei, Soong Ching-ling, Eugene Chen och T.V. Soong.
Under det andra kinesisk-japanska kriget var Wuhan tillfällig huvudstad efter det att Nanjing fallit i japanska händer i december 1937. När japanerna även erövrade Wuhan i oktober följande år, flyttade Chiang Kai-shek huvudstaden till Chongqing.

## Klimat
Uppmätta normala temperaturer och -nederbörd i Wuhan:
|                                            | Jan | Feb  | Mar  | Apr  | Maj  | Jun  | Jul  | Aug  | Sep  | Okt  | Nov  | Dec  |
| ------------------------------------------ | --- | ---- | ---- | ---- | ---- | ---- | ---- | ---- | ---- | ---- | ---- | ---- |
| Normaldygnets maximitemperaturs medelvärde | 8,1 | 10,7 | 15,2 | 22,1 | 27,1 | 30,2 | 32,9 | 32,5 | 28,5 | 23,0 | 16,8 | 10,8 |
| Normaldygnets minimitemperaturs medelvärde | 1,0 | 3,5  | 7,4  | 13,6 | 18,9 | 22,9 | 26,0 | 25,3 | 20,7 | 14,7 | 8,4  | 2,9  |
|                                            |     |      |      |      |      |      |      |      |      |      |      |      |
| Nederbörd                                  | 49  | 68   | 90   | 136  | 167  | 220  | 225  | 117  | 74   | 81   | 59   | 30   |

| Diagram | temperaturer i °C • månadsnederbörd i mm | temperaturer i °C • månadsnederbörd i mm | temperaturer i °C • månadsnederbörd i mm | temperaturer i °C • månadsnederbörd i mm | temperaturer i °C • månadsnederbörd i mm | temperaturer i °C • månadsnederbörd i mm | temperaturer i °C • månadsnederbörd i mm | temperaturer i °C • månadsnederbörd i mm | temperaturer i °C • månadsnederbörd i mm | temperaturer i °C • månadsnederbörd i mm | temperaturer i °C • månadsnederbörd i mm | temperaturer i °C • månadsnederbörd i mm |
|         | 49 8 1                                   | 68 11 4                                  | 90 15 7                                  | 136 22 14                                | 167 27 19                                | 220 30 23                                | 225 33 26                                | 117 33 25                                | 74 29 21                                 | 81 23 15                                 | 59 17 8                                  | 30 11 3                                  |